# Glossar der Gesellschaftsspiele
Ein Teil der Begriffe stammen aus dem Soziolekt der Spielergemeinschaft von Gesellschaftsspielen. Viele Begriffe sind ein Anglizismus.

## 0–9
4X-Spiel
Eine Spielmechanik, die sich aus vier Arten von Aktionen im Spiel zusammensetzt. Das 4X steht für die X in „explore“, „expand“, „exploid“ und „exterminate“, also für Erkunden der Umgebung, Expandieren des eigenen Gebietes, Ausschöpfen von Ressourcen und Vernichten des Gegners.

## A
Ameri-Style (auch Ami-Style, abwertend auch Ameritrash)Eine kompetitive Art von Gesellschaftsspiel mit hoher Spielerinteraktion und starkem Themenbezug.
Analyse-Paralyse (eng. Analysis-Paralysis)Wenn im Spiel der Spielende den Zug derartig lang plant, dass eine Entscheidung unmöglich scheint. Kann spielmechanisch über Zugzeitbegrenzung durch z. B. eine Sanduhr gemildert werden.
auspöppelnDas erstmalige auspacken eines Brettspiels mit dem Lösen des Spielmaterials aus entsprechenden Fertigungsrahmen.
AutorenspielAutorenspiele sind moderne Gesellschaftsspiele (Brettspiele und Kartenspiele), die von Spieleautoren entwickelt wurden. Meistens werden die Autoren auch auf der Spieleschachtel genannt.

## B
BaseStandfläche oder Basis für eine Miniatur
BewegungsspielEine Spielform, bei der die Motorik des Menschen und die körperliche Bewegung im Mittelpunkt stehen.
BrettspielEin Gesellschaftsspiel mit einem Spielplan
BoosterVerkaufseinheit bei einem Sammelspiel als Erweiterung. Ist der Inhalt unbekannt wird auch von Blind-Booster gesprochen.
BuchstabenspielEin Spiel, das auf dem Reiz der Wortbildung durch Buchstabenan- oder -umordnung basiert. Diese Art von Spiel war insbesondere im 16. und 17. Jahrhundert beliebt. Teilweise sind sie in der Art eines Kreuzworträtsels konzipiert. Buchstabenspiele sind meist Legespiele.

## C
CharakterIm Rollenspiel von den Spielenden gespielte Figur der Geschichte. Es wird getrennt zwischen Spielercharakter (auch SC oder englisch PC) und Nichtspielercharakter (NSC oder englisch NPC), wobei letztere von der Spielleitung geführt werden.

## D
DeckEin Stapel von Spielkarten, von denen ein Spieler Karten ziehen kann.
DeckbauEine Spielmechanik in Kartenspielen, bei der die Spieler während des Spiels ihren Kartensatz erweitern und optimieren.
DeckbauspielEin Kartenspiel, dessen Haupt-Spielmechanik der Deckbau ist.
Deck-Buildingsiehe Deckbau
DisplayVerkaufseinheit bei einem Sammelkartenspiel. Besteht i. d. R. aus mehreren Boostern.
Draften
Eine Spielmechanik bei der ein Spieler eine Auswahl aus einem Angebot von Spielmaterial treffen kann. Nach seiner Wahl geht das verbliebenen Spielmaterial dann an einen Mitspieler weiter, welcher dann seine Auswahl trifft. In der Regel wählen alle Spieler gleichzeitig aus jeweils einem Angebotsumfang und geben anschließend alle gleichzeitig das verbliebene Spielmaterial an den Nebenspieler weiter. Das Draften endet üblicherweise, wenn das Angebot leer ist.
DungeonEin Spielplan als meist irrgartenartig verschachteltes Raum- und Gängesystem. Die Spieler erkunden den Dungeon, um dort nützliche oder für die Handlung relevante Gegenstände zu bergen und gegen dort lauernde Monster zu kämpfen.
Dungeon CrawlerDungeon Crawler ist eine Spielgenre das sowohl bei Computerspielen als auch bei Brettspielen vorkommt und in dessen Zentrum die Erforschung von Dungeons steht.

## E
Engine-buildingEine Spielmechanik, bei der Spieler Ressourcen in Siegpunkte umwandeln, die Ressourcen nutzen um das Verhältnis von eingesetzter Ressource zu Siegpunkt zu verbessern oder die Ressourcen nutzen um neue Arten von Ressourcen zu erhalten. Diese Mechanik sorgt in der Regel dafür, dass gegen Ende eines Spiels die Spieler viel mehr Siegpunkte pro Spielzug erhalten können als zu Beginn des Spiels.
ErweiterungEin Spielmittel und Brettspielelement, das an ein bestehendes Basisspiel gebunden sind und dessen Spielumfang ausbauen.
Escape-Spielsiehe Exit-Spiel
EurogameEine Art von kompetitiven und strategischen Gesellschaftsspielen. Die Spiele zeichnen sich in der Regel durch, den Fokus auf eine Spielmechanik, wenig bis keine Zufallselemente, notwendiges Ressourcenmanagement, das fehlende vorzeitige Ausscheiden von Spielern und ein festes Spielende aus.
Exit-Spiel
Ein Spiel bei dem knifflige Aufgaben und Quizthemen zumeist unter Zeitdruck zu lösen sind.

## F
FamilienspielEin Gesellschaftsspiel, üblicherweise ein Brett- oder Kartenspiel, das ohne Alterseinschränkung von der ganzen Familie gespielt werden kann.
Fantasy-SpielEin Spiel im Fantasy-Genre
Flippen
Das Umdrehen von Plättchen oder Spielkarten auf die andere Seite während eines Spiels.
FriedhofEin Ablageort für Spielkarten, die vom Spieler nicht mehr genutzt werden können.

## G
GedächtnisspielEin Spiel, bei dem visuelle, auditive oder textliche Reize und Informationen aufgenommen und zu einem späteren Zeitpunkt wieder abrufbar eingesetzt werden.
Geduldsspiel
Ein Spiel, meist für eine Person, bei denen eine Lösung zu einem Problem gefunden werden muss. Die Lösung soll durch Nachdenken, Ausdauer, manchmal auch Geschick gefunden werden.
GeländestückSpielmaterial für Tabletop-Spiele zum nachstellen der Umgebung des Konflikts auf dem Spieltisch
GeschicklichkeitsspielEin Spiel, das vom Spieler ein gutes Wahrnehmungsvermögen sowie eine ausgeprägte Feinmotorik und Reaktionsfähigkeit verlangt
GesellschaftsspielEine dem Zeitvertreib und dem Vergnügen dienende Tätigkeitsform, die zusammen mit anderen Teilnehmern, oft in Form eines Wettkampfs, nach vorgegebenen Regeln überwiegend mit Hilfe von Spielmaterial ausgeübt wird
GrundregelnEine Produkt, das Teil eines Spielsystems ist und darauf ausgelegt ist, dessen Umfang durch Erweiterungen zu erhöhen. Grundregeln enthalten die zum Spielen notwendigen Spielregeln und müssen kein weiteres Spielmaterial enthalten.
GrundspielEine Produkt, das Teil eines Spielsystems ist und darauf ausgelegt ist, dessen Umfang durch Erweiterungen zu erhöhen. Ein Grundspiel enthält das zum Spielen unbedingt notwendige Spielmaterial.

## H
HandSpielkarten, die ein Spieler auf der Hand halten kann und die ihm zum Einsatz zur Verfügung stehen. In der Regel werden die Karten auf der Hand verdeckt gehalten, sodass die Mitspieler sie nicht sehen können.
Hexfelder
siehe Sechseckraster
HybridspielEin Spiel bei denen die Spieler wie bei einem herkömmlichen Gesellschaftsspielen, aber Würfeln, Züge, Zugauswertungen oder andere Spielmerkmale vom Computer berechnet werden. Anders als beim Computerspiel kann der Rechner nicht das Spielfeld ersetzen, sondern hilft bei der Auswertung der Züge, sodass sich Geschwindigkeit und Genauigkeit des Spiels erhöhen lassen.

## K
KampagneEine Abfolge von zusammenhängenden Spielen, bei denen das folgende Spiel beeinflusst werden kann, meist mit einer zusammenhängenden Geschichte.

KinderspielEin Gesellschaftsspiel mit Kinder im Alter von 6 bis 10 Jahren als Zielgruppe.
KnobelspielSiehe Geduldsspiel
KramerleisteEin Mittel zur Zählung der Siegpunkte in Gesellschafts-, meist Brettspielen, erfunden von Wolfgang Kramer.
KriegsspielSiehe Konfliktsimulation
Kompetitives SpielDie Mitspieler stehen bei der Erreichung des Spielzieles in einem Wettbewerb, bei dem es Gewinner und Verlierer gibt.
Konfliksimulation (auch Kosim)Ein komplexes Spiele, das die reale oder fiktive militärische Auseinandersetzungen auf einer taktischen oder strategischen Ebene simuliert.
Kooperatives Spiel (auch Koop-Spiel)Eine Spielart bei der die Mitspieler gemeinsam gegen die Herausforderung des Spiels spielen und erreichen das Spielziel ausschließlich durch Kooperation möglich ist.
KonstruktionsspielEine Art von Spielen die sich dadurch kennzeichnet, dass spielerisch Elemente zusammengesetzt werden, die ein Produkt entstehen lassen. Konstruktionsspiele können physische Materialien nutzen, aber auch mit Wörtern, Sätzen, Zahlen oder in Gedankenspielen erfolgen.

## L
Legacy-SpielEin Spiel, dessen Spielplan oder Regeln oder beide sich im Laufe des Spieles ändern, wobei die Änderungen für spätere Partien erhalten bleiben.
LegespielEin Spiel, bei dem als Spielmaterial hauptsächlich Karten oder Plättchen verwendet werden, die dazu meist auf einem zuvor leeren Tisch ausgelegt werden.
LernspielSpiele, die neben einer spielerischen Handlung und dem damit implizierten Lernen dem Spieler auch gezielt Wissen zu bestimmten Themen oder bestimmte Fertigkeiten und Kulturtechniken vermitteln.
Live-RollenspielRollenspiel dessen Handlung in Echtzeit durch echtes (Schau-)Spiel einer größeren Gruppe von Teilnehmern meist in einer besonderen Örtlichkeit gespielt wird.
LogikspielEin Spiel mit logisch aufeinander aufgebauten Herausforderungen, um die richtigen Schlussfolgerungen oder passenden Kombinationen zu finden.
LudemIn der Entwicklung und Analyse von Spielen ein für dieses typisches Spielelement.
Ludografie (auch Spielografie)Die wissenschaftliche Bezeichnung für ein systematisches Verzeichnis von Spielen zu einem bestimmten Thema oder mit gemeinsamer Autorenschaft.

## M
Meeplebesondere Form eines Spielsteins, bekannt aus dem Brettspiel Carcassonne (Spiel)
MiniaturEin Spielstein, der aufwändiger gestaltet ist und einen Charakter oder ein Objekt nachbildet.
MemoryEine von Ravensburger eingetragene Marke für ein bekanntes Gesellschaftsspiel nach dem Pairs-Prinzip

## O
Outdoor-SpielEin Spiel, zumeist ein Bewegungsspiel, ein Sportspiel oder ein großräumiges Spiel, das außerhalb von Häusern stattfinden kann.

## P
PartyspieleEine Gattungsbezeichnung die von der Spielwissenschaft für eine Reihe unterschiedlicher Spielformen benutzt wird, die als gesellige Spiele im Rahmen eines Festes zusammengefasst werden.
PaschEin Würfelwurf mit mehreren Würfeln, bei dem zwei oder mehr Würfel die gleiche Augenzahl zeigen: oder: ein Dominostein mit gleicher Punktzahl auf den beiden Hälften.:
Pen-&-Paper-RollenspielEin Spiel, bei dem die Mitwirkenden fiktive Rollen einnehmen und gemeinsam durch Erzählen ein Abenteuer erleben. Als Hauptspielmittel werden fast immer die namensgebenden Stifte und Papier eingesetzt, um die dargestellten Rollen auf Charakterbögen zu beschreiben und Notizen zum Spielverlauf zu machen
PöppelUmgangssprachliche Bezeichnung für einen kegelförmigen Spielstein mit Kugelkopf, siehe auch auspöppeln

## Q
Quiz-SpielEin Frage- oder Ratespiel, in dessen Verlauf Denksportaufgaben und Wissensfragen möglichst richtig beantwortet werden müssen.
Quellenbuch
Ein Buch oder eine Sammlung von Texten als Erweiterung zu ein Grundregelbuch, die eine Spielwelt beschreiben.

## R
RätselspielEin Spiel dessen kennzeichnende Spielmechanik das Lösen von Aufgaben durch Nachdenken und Kombinieren ist.
ReaktionsspielEin Spiel mit Herausforderungen, die in Bezug auf die Zeit eine körperliche oder geistige Reaktion oder Kontrolle vom Spieler erfordern, um das Spielziel zu erreichen.
ReisespielEin Spiel, dessen Spielmaterial und Größe so gestaltet ist, dass es auch unterwegs gespielt werden kann. In der Regel handelt es sich dabei um eine Variante eines bestehenden Spiels.
RollenspielSiehe Pen-&-Paper-Rollenspiel sowie Live-Rollenspiel

## S
SammelspielEin Gesellschaftsspiel, dessen vielfältiges und öfter erweitertes Spielmaterial gesammelt werden kann, häufig über sogenannte Booster. Bekanntester Vertreter ist das Sammelkartenspiel.
ScharadeEin Gesellschaftsspiel mit pantomimischer Darstellung
SchlagenDas entfernen des Spielsteins eines Mitspielers durch das Platzieren eines eigenen Spielsteins auf derselben Stelle.
SchlagzwangEine, in verschiedenen Brettspielen bestehende, Regel, die besagt, dass der Spieler am Zug einen gegnerischen Spielstein schlagen muss, wenn es nach den Spielregeln möglich ist.
SechseckrasterEin Spielplan, dessen Spielplan aus Feldern in Form von gleichseitigen Sechsecken (Hexagonen) besteht.
SiegpunktEine abstrakte Einheit, welche im Verlauf eines Spiels für das Erfüllen von Zwischenzielen vergeben werden. Gewinner ist je nach Spiel, wer entweder nach einer festen Anzahl Spielrunden die meisten Siegpunkte erreicht hat oder wer zuerst eine bestimmte Anzahl an Punkten für sich erwirtschaften konnte.
Social-Deduction-SpielEin Spiel in dem den Spielern geheime Rollen zugeteilt werden, die oft gegensätzliche Ziele und asymmetrische Regeln haben. Durch Beoabachtung der Aktionen versuchen die Spieler, ihr jeweiliges Ziel zu erreichen und herauszufinden, welche anderen Spieler auf ihrer Seite sind. Durch Bluff versuchen die Spieler ihre Rolle zu verschleiern. Im Gegensatz zu reinen Deduktionsspielen (Cluedo) liegt der Schwerpunkt auf der sozialen Komponente.
Spielbrettsiehe Spielplan
Spieldidaktik
Die Wissenschaft vom Lehren und Lernen des Spielens.
SpieleautorEine Personen, die Gesellschaftsspiele entwickelt.
SpielesammlungEine Spielesammlung enthält eine beliebige Anzahl Spiele. Dies sind zumeist klassische Brett- oder Geschicklichkeitsspiele.
SpieleverlagEin Unternehmen dessen Betriebszweck der Erwerb des Verlagsrechts (Akquise) mit der Absicht der Vervielfältigung und Verbreitung (Vertrieb) von Gesellschaftsspielen auf eigene Rechnung ist und unterliegt denselben rechtlichen Rahmenbedingungen wie Verlage, die Bücher oder andere Medien veröffentlichen.
SpielgedankeEin Fachbegriff der Spielwissenschaft, der die Sinngebung bzw. die Spielabsicht, die ein bestimmtes Spiel charakterisieren, beschreibt.
SpielgeldSpielmaterial, welches bei einem Spiel als Geldersatz verwendet wird.
SpielgutBezeichnet den Vorrat an Spielmaterialien, Spielzeug, Spielformen, Spielregeln, Spieltraditionen, der zum Spielen zur Verfügung steht.
SpielmaterialVerfügbarer Gegenstände, die sich zum Spielen verwenden lassen. Bei einem Gesellschaftsspiel sind das in der Regel alle Gegenstände, die mit dem Spiel erworben werden mit Ausnahme der Verpackung und des Regelhefts.
SpielmechanikBeschreibt den Ablauf eines Spiels, also wie gemäß den Spielregeln und aus den Aktionen eines Spielers ein Spielergebnis entsteht. Typische Spielmechaniken sind Worker-Placement oder Deckbau. Häufig enthält ein Gesellschaftsspiel mehr als nur eine Spielmechanik.
SpielmoralBezeichnet die Bereitschaft, sein Spielverhalten den vorgegebenen Spielregeln, zu unterwerfen.
SpielnotationAufzeichnungsmethoden für Gesellschaftsspiele durch Zeichen, Wörter oder beschreibende Sätze mit dem Zweck, ein Spielpartie möglichst vollständig nachvollziehen zu können.
SpielplanDas kennzeichnende Element eines Brettspiels, auf dem mit Spielmaterial agiert wird.
SpielregelEine verpflichtende Vorgabe, die den Ablauf eines Spiels regelt.
SpielstärkeEine Zahl oder ein anderes Element einer geordneten Menge, mit dem die Fähigkeit eines Spielers beschrieben wird, gegen andere Spieler zu gewinnen.
SpielsteinEin kleiner Gegenstand, der in einem Gesellschaftsspiel entweder einen der Spieler oder ein Teil dessen Mannschaft repräsentiert.
SpielsystemDie Gesamtheit der Produkte des Herstellers zu einem Spiel, häufig genutzt bei Pen-&-Paper-Rollenspielen und Tabletop-Spielen.
SpieltiefeEine Wertung bei allen regelbasierten Gesellschaftsspielen, über das Potenzial der Spielregeln, ein bestimmtes Spielziel auf möglichst vielseitige/vielschichtige Weise zu erreichen.
Spielwelt
Eine fiktionale Welt, die sich durch mehr oder minder große Abweichungen von der Wirklichkeit unterscheidet und für Spiele einen Handlungsrahmen liefert und Spielern ein Motiv für ihre Handlungen liefert.
SpielwürfelEin Gegenstand, der nach einem Wurf auf einer waagerechten Ebene eine von mehreren unterscheidbaren stabilen Ruhelagen einnimmt. Er wird hauptsächlich verwendet, um in vielen Spielen ein Symbol (oft eine Zahl) zufällig auszuwählen.
SpielzubehörSpielmaterial und Hilfsmittel, die zusätzlich zu einem Spiel erworben werden können und nicht selbstständig nutzbar sind. Im Gegensatz zur Erweiterung wird der Spielumfang nicht ausgebaut. Spielmaterial als Zubehör ist häufig hochwertiger als das originale Spielmaterial und ersetzt dieses. Spielzubehör kann sowohl vom Herausgeber als auch von Drittanbietern vermarktet werden.
SpielzugEine Aktion, die bei rundenbasierten Spielen von einem der Spieler während der ihm zustehenden Aktivitätsperiode (entsprechend den Spielregeln) ausgeführt wird.
StarterEine Verkaufseinheit bei einem Sammelspiel, gedacht zum Einstieg in ein Spiel.
StrategiespielEin Spiel, in dem eine langfristige Planung des Vorgehens im Spiel entscheidend ist mit wenigen Zufallselementen.
SzenarioEin Szenario für Spiele gibt zusätzliche Rahmenbedingungen und alternative Spielziele für ein Brett-, Tabletop- oder Pen-&Paper-Rollenspiel vor. Alternative Begriffe für Szenario in diesem Zusammenhang sind Mission, Spielmodus oder Auftrag

## T
TabletopEin Strategiespiel, bei dem mit Miniaturfiguren auf einer Spieloberfläche (besonders Tischen) gespielt wird
Therapeutisches SpielEin Spiel, das gezielt zum Ausgleich von medizinisch diagnostizierten Defiziten eingesetzt wird.
Trading Card Game (auch TCG)siehe Sammelkartenspiel

## V
VerhandlungsspielEin Verhandlungsspiel ist eine besondere Form des zumeist für Erwachsene geeigneten Strategiespiels. Es fordern die Spieler auf, mit den anderen Spieler Allianzen oder Geschäftsabschlüsse auszuhandeln und einzugehen. Da diese Spiele zumeist wettbewerbsorientiert sind, sind persönliche Vorteile nur durch hinterhältige oder trügerische Entscheidungen und Handlungen zu erzielen. Innerhalb von Zeitvorgaben sind Entscheidungen herbeizuführen.
Vorhand und NachhandEin grundlegendes Konzept von Spielen im Allgemeinen. Vorhand bedeutet, dass der Spieler die Freiheit hat, taktische oder strategische Spielverläufe in Gang zu setzen oder am Laufen zu halten, Nachhand, dass der Spieler, der in dieser Situation ist, primär auf die Spielentscheidungen seines Gegners reagieren muss. Zentral ist dieser Aspekt bei vorrangig strategischen (langfristig planenden) Spielen wie Schach, Dame oder Go.

## W
Worker PlacementEine Spielmechanik bei Brettspielen, bei der die Spieler über eine begrenzte Anzahl an Aktionen verfügen. Die Spieler wählen ihre Aktion über das Platzieren von Spielsteinen auf einem Spielbrett.
Würfelsiehe Spielwürfel
WürfelbecherEin Becher, in dem bei Würfelspielen mehrere Spielwürfel geschüttelt und dann auf den Tisch geleert werden. Er dient dazu, Manipulationen beim Werfen von Spielwürfeln zu verhindern.
WürfelspielEin Würfelspiel ist ein Glücksspiel, das im Wesentlichen daraus besteht, dass mit einem oder mehreren Spielwürfeln ein bestimmtes Ergebnis erzielt werden muss.
WürfelturmEin Spielelement in Form eines kleinen Turms, bei dem die Würfel werden oben hineingeworfen werden. Die Würfel rollen über schiefe Ebenen und Stufen vorne wieder heraus. Er dient dazu, Manipulationen beim Werfen von Spielwürfeln z verhindern.
1. 1 2 3 4 5 6 7  Jens Junge: Klassifikationen von Spielen,  Puzzles und Spielwaren. In: www.ludologie.de. Institut für Ludologie, 13. März 2024, abgerufen am 19. September 2024.
2. ↑  Pasch. In: Meyers Großes Konversations-Lexikon. 6. Auflage. Band 15: Öhmichen–Plakatschriften. Bibliographisches Institut, Leipzig / Wien 1908, S. 475 (Digitalisat. zeno.org).
3. ↑  Peer Wandiger: Zubehör für Brettspiele - Was es gibt und was ihr wirklich braucht. In: abenteuer-brettspiele.de. 12. Mai 2020, abgerufen am 26. Mai 2025.